# 김종선 (기업인)
김종선(金鍾善) 은 대한민국의 기업인, 교육자이다.
한진그룹의 초기 멤버의 한 사람으로 1983년 11월부터 대표이사 부회장, 1988년 3월 상임고문을 지낸 김형배의 아들이고, 조중훈, 조중건의 외조카가 된다.

## 경력
- 정석기섭 부사장
- 정석기업 대표이사 사장
- 2002년 4월 30일 ~2013년 7월 25일 정석인하학원 재단 이사장
- 2003년 한진그룹 구조조정위원회 위원장
- 2006년 12월 28일 ~ 2010년 10월 1일 정석기업 부회장
- 한진그룹 부회장
- 대한항공 부회장

## 같이 보기
- 조양호
- 심이택
- 석태수

| 전임 이종희 | 한진그룹 부회장 2006년 ~ 2010년 | 후임 석태수 |

| 전임 이종희 | 대한항공 부회장 2006년 ~ 2010년 | 후임 석태수 |